# Snipe
La Snipe (che in inglese significa "beccaccino") è una imbarcazione a vela nata nel 1931 ad opera dello statunitense Bill Crosby (direttore della rivista The Rudder); rientra nella categoria internazionale denominata International Snipe Class.

## Descrizione
Il piano velico prevede randa e fiocco, più il tangone per il fiocco nelle andature di lasco.
Costruttori delle imbarcazioni sono presenti in Europa, Giappone, Nord e Sud America.